# يعقوب الحميضي
يعقوب يوسف صالح محمد الصالح العيسى الحميضي، من مواليد (1931 - 2017) ، نائب سابق في مجلس الأمة الكويتي.
خاض انتخابات مجلس الأمة الكويتي 1963 في الدائرة الخامسة، وحصل على 950 صوت وحل بالمركز الثالث وفاز بالانتخابات، ولكنه استقال من مقعده.

## السيرة الذاتية والعلمية
- تعلم بالمدرستين القبلية والمباركية بالكويت
- درس بالكلية العلمية الوطنية في سورية
- تعلم في مدرستي الناصرية والإبراهيمية والجامعة الأميركية بمصر
- درس التجارة والاقتصاد في جامعة ليفربول
- تولى رئاسة تحرير جريدة الفجر
- أسس أول شركة دواجن (مصنع الحميضي للدواجن) عام 1956.
- أسس المصنع الأول للألبان في الكويت 1960.
- أسس مصنعاً لأعلاف الماشية 1962.
- اختير عضواً في المجلس التأسيسي (1962 - 1963).
- عضو مجلس الأمة للفصل التشريعي الأول 1963.
- قدم استقالته من مجلس الامة 1965.
- أسس مصنعاً للأعلاف في الدمام بالسعودية 1966.
- عضو في غرفة التجارة والصناعة 1967 .
- أسس شركة الحميضي وكلاوزن لاستيراد وتصدير المواشي 1968.
- أسس شركة نقل وتجارة المواشي 1973 .
- أسس وترأس شركة مخازن وصناعة التبريد 1974 .
- عضو في لجنة تنقيح الدستور 1980 .
- أطلق مشروع العواس (إنتاج الغنم المهجن)ِ 1984 .
- عضو مجلس إدارة الهيئة العامة للاستثمار 1986 .
- أسس شركة الخليج للمواشي 1995 .
- أسس شركة «واي واي إتش» في أستراليا.
- أسس وترأس إدارة شركة الحميضي للمواد الغذائية.
- أحد مؤسسي نادي الخريجين.
- عضو في لجنة الصناعة.
- عضو في الهيئة العامة للزراعة والثروة السمكية.
- عضو في مؤسسة الكويت للتقدم العلمي.
- عضو في الشركة الأهلية للتأمين.
- أحد مؤسسي شركة التسهيلات التجارية.
- الأبناء: دلال ، فدوى ، صالح ، نجلاء ، عبد المحسن.